# Dieciséis de Septiembre, Nuevo León
Dieciséis de Septiembre är en ort i Mexiko.   Den ligger i kommunen Juárez och delstaten Nuevo León, i den centrala delen av landet, 700 km norr om huvudstaden Mexico City. Dieciséis de Septiembre ligger 466 meter över havet och antalet invånare är 702.
Terrängen runt Dieciséis de Septiembre är platt åt nordost, men åt sydväst är den kuperad. Runt Dieciséis de Septiembre är det tätbefolkat, med 343 invånare per kvadratkilometer. Närmaste större samhälle är Monterrey, 19,3 km nordväst om Dieciséis de Septiembre. I omgivningarna runt Dieciséis de Septiembre växer i huvudsak blandskog.